# Cyril Nauth
Cyril Nauth (Dijon, 19 de Dezembro de 1981) é um político francês.
Membro da Frente Nacional (FN) e depois do Rassemblement National desde 2010, é prefeito de Mantes-la-Ville desde 2014 e Conselheiro Regional da Ilha de França desde 2015.

## Biografia
Cyril Nauth nasceu em 19 de Dezembro de 1981, em Dijon.
é membro da FN em 2010.
A sua lista vence em Mantes-la-Ville nas eleições municipais de 2014.
Em Outubro de 2017, Le Parisien noticiou : "Apesar de não ter herdado uma situação financeira catastrófica, o prefeito FN pratica o rigor orçamental: poucos projectos mas poucas despesas. Para os contribuintes, esta política traduz-se em impostos locais estáveis. Uma promessa cumprida, portanto".